# Charles Bryant
Charles Bryant (8 de janeiro de 1879 – 7 de agosto de 1948 (69 anos)) foi um ator e diretor de cinema britânico que atuou em muitos filmes mudos ao lado de sua esposa Alla Nazimova.

## Filmografia selecionada
- Eye for Eye (1918)
- The Red Lantern (1919)
- The Brat (1919)
- Billions (1920)
- A Doll's House (1922) (dirigiu)
- Salomé (1923) (dirigiu)